# Gnaeus Domitius Ahenobarbus (Konsul 32)

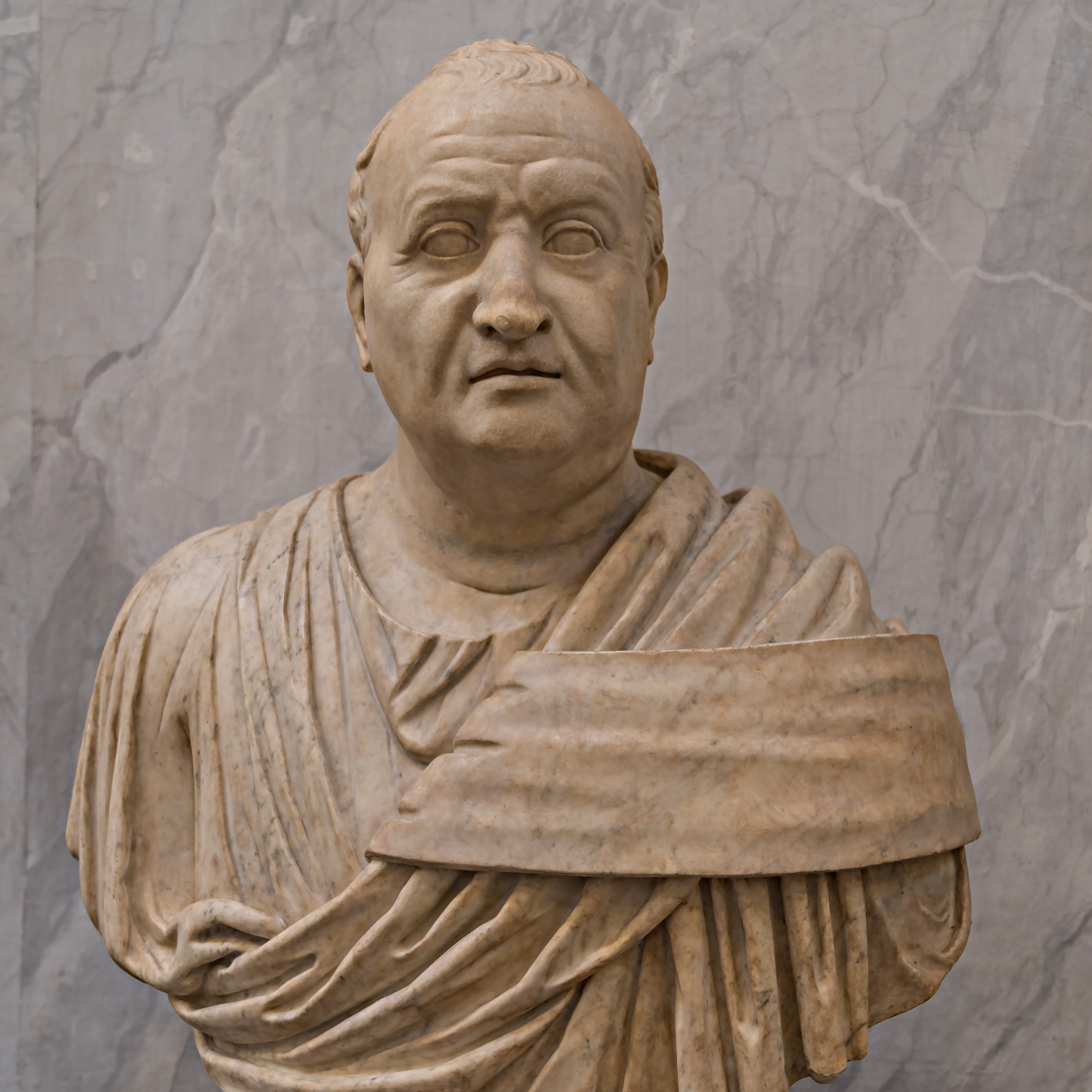
Gnaeus Domitius Ahenobarbus

Gnaeus Domitius Ahenobarbus († 40 oder 41 n. Chr.) war ein römischer Politiker der frühen Kaiserzeit und der Vater des späteren Kaisers Nero.
Gnaeus Domitius Ahenobarbus war ein Sohn von Lucius Domitius Ahenobarbus (Konsul 16 v. Chr.) und Antonia der Älteren, der Tochter des Marcus Antonius und der Octavia, und damit ein Großneffe des Augustus. Im Jahr 28 n. Chr. verheiratete ihn Kaiser Tiberius mit der jüngeren Agrippina, der Tochter des Germanicus. Er hatte mit ihr ein Kind, den im Jahr 37 geborenen Lucius Domitius Ahenobarbus, den späteren Nero. Im Jahr 32 war Domitius (ungewöhnlicherweise das ganze Jahr lang) consul ordinarius.
Wegen Inzests mit seiner Schwester Domitia Lepida und Majestätsbeleidigung wurde er im Jahr 37 gerichtlich belangt, ferner als Liebhaber der Albucilla in deren Prozess verwickelt; er entging aber durch das damals erfolgte Ableben des Kaisers Tiberius einer Verurteilung. Er starb wenig später an einem Ödem in der Stadt Pyrgi, als sein Sohn Lucius drei Jahre alt war. Sein Tod wird in der modernen Forschung unterschiedlich eingegrenzt, etwa auf Anfang 40 n. Chr., auf „wohl“ 40, auf Ende 40 oder frühen Januar 41, auf Dezember 40 oder konkret auf die Tage „zwischen dem 15. Dezember 40 und dem 24. Januar 41“.